# Karol Kučera
Karol Kučera (Bratislava, 4 de Março de 1974) é um ex-tenista profissional eslovaco.
Começou sua carreira em 1992, mas seus melhores ano foram sem duvida entre 1997-1999, onde faturou sua maior parte de titulos na ATP, e seu melhor ranking de simples de N. 6 do mundo, em Setembro de 1998, Kucera ganhou seis titulos da ATP, disputou três Olimpiadas consecutivas, Atlanta, Sydney e Atenas, e foi representante da Equipe Eslovaca de Copa Davis, figurando ao lado de Dominik Hrbaty, como maiores nomes eslovacos nos anos 90, e inicio do século XXI.  

## Titulos (6)

### Simples (6)
| N. | Data               | Torneio                  | Piso        | Oponente na Final | Placar                         |
| 1. | Junho 12, 1995     | Rosmalen, Holanda        | Grama       | Anders Järryd     | 7–6(7), 7–6(4)                 |
| 2. | Outubro 13, 1997   | Ostrava, República Checa | Carpete (i) | Magnus Norman     | 6–2 (Ret.)                     |
| 3. | Janeiro 12, 1998   | Sydney, Austrália        | Duro        | Tim Henman        | 7–5, 6–4                       |
| 4. | Agosto 17, 1998    | New Haven, EUA           | Hard        | Goran Ivanišević  | 6–4, 5–7, 6–2                  |
| 5. | Outubro 4, 1999    | Basel, Suíça             | Carpete (i) | Tim Henman        | 6–4, 7–6(10), 4–6, 4–6, 7–6(2) |
| 6. | Fevereiro 24, 2003 | Copenhagen, Dinamarca    | Duro (i)    | Olivier Rochus    | 7–6(4), 6–4                    |